# Sent Circ (Alta Viena)
Sent Circ (en francès Saint-Cyr) és un municipi francès situat al departament de l'Alta Viena i a la regió de la Nova Aquitània.

## Demografia
| 1962                                       | 1968 | 1975 | 1982 | 1990 | 1999 | 2007 |
| ------------------------------------------ | ---- | ---- | ---- | ---- | ---- | ---- |
| 463                                        | 557  | 531  | 543  | 560  | 616  | 694  |
| Des de 1962: població sense dobles comptes |      |      |      |      |      |      |

## Administració
| Període   | Identitat        | Partit |
| --------- | ---------------- | ------ |
| 2001-2008 | Sylvain Gauthier |        |
| 2008-     | Philippe Pèlerin |        |